# Suchoi Su-17 (1949)
Als Suchoi Su-17 (russisch Сухой Су-17, Projektbezeichnung R) wurde Ende der 1940er-Jahre das Projekt eines Jagdflugzeuges bezeichnet. Später erhielt eine Weiterentwicklung der Su-7 mit Schwenkflügeln die Bezeichnung Su-17.

## Entwicklung
Pawel Suchoi begann im Juni 1948 mit den Konstruktionsarbeiten. Er projektierte die Su-17 als Mitteldecker mit sehr stark gepfeilten Tragflächen (50°) und sehr geringem Rumpfquerschnitt. Als besonderes Rettungssystem erhielt die Maschine erstmals in der Geschichte der Militärluftfahrt neben dem Katapultsitz ein absprengbares Bugteil, welches im Falle einer Notsituation durch pyrotechnische Ladungen vom Flugzeug getrennt und mitsamt Pilot als Rettungskapsel an Fallschirmen zur Erde gelangt wäre. Im Dezember 1948 wurde ein Modell fertiggestellt.
Im Sommer 1949 sollte die Flugerprobung beginnen, jedoch verweigerte das für Sicherheitsfragen zuständige ZAGI die Betriebszulassung für die Su-17, da wegen der einholmigen Tragflächen Bedenken bestanden. Hätte eine erfolgreiche Erprobung der Maschine stattgefunden, wäre sie höchstwahrscheinlich das erste in Serie gebaute sowjetische Überschall-Flugzeug geworden.
Da etwa zur gleichen Zeit das OKB Suchoi aufgelöst worden war, konnte die Tragfläche nicht mehr verändert werden und die Su-17 wurde dem Flugerprobungsinstitut der Luftfahrtindustrie übergeben. Dort wurden noch einige Versuche mit dem Rettungssystem durchgeführt, bis die Su-17 für Beschussversuche verwendet und dabei zerstört wurde.
Pawel Suchoi nutzte die Su-17 als Vorlage für die Suchoi Su-7, welche den Beginn der bekannten Jagdbomber-Reihe aus dem Konstruktionsbüro Suchoi markiert.
Später erhielt ein Jagdbomber mit Schwenkflügeln die Serienbezeichnung Su-17.

## Technische Daten

Schnittdarstellung des Rumpfes

| Kenngröße             | Daten                                                                          |
| --------------------- | ------------------------------------------------------------------------------ |
| Konzeption            | einstrahliges Experimental-Überschalljagdflugzeug                              |
| Besatzung             | 1                                                                              |
| Länge                 | 15,25 m                                                                        |
| Spannweite            | 9,95 m                                                                         |
| Höhe                  | 4,52 m                                                                         |
| Flügelfläche          | 27,50 m²                                                                       |
| Flügelstreckung       | 3,6                                                                            |
| Flügelpfeilung        | 50°                                                                            |
| V-Stellung            | −5°                                                                            |
| Flächenbelastung      | 268,00 kp/m²                                                                   |
| Leermasse             | 6.240 kg                                                                       |
| Startmasse            | 7.890 kg                                                                       |
| Triebwerk             | ein Ljulka TR-3 mit Axialverdichter und Nachbrenner                            |
| Startschub            | 4600 kp (45,1 kN)                                                              |
| Höchstgeschwindigkeit | 1.252 km/h in Bodennähe 1.207 km/h in 5.000 m Höhe 1.152 km/h in 10.000 m Höhe |
| Marschgeschwindigkeit | 980 km/h                                                                       |
| Steigzeit             | 3,5 min auf 10.000 m Höhe                                                      |
| Startstrecke          | 460 m                                                                          |
| Dienstgipfelhöhe      | 14.500 m                                                                       |
| Reichweite            | 750 km 1.080 km mit Zusatzbehältern                                            |
| Bewaffnung            | zwei 37-mm-Kanonen Nudelman N-37 mit je 80 Granaten                            |